# Gi-eog-ui bam
Gi-eog-ui bam (기억의 밤?, lett. "Ricorda quella notte", titolo internazionale Forgotten) è un film sudcoreano del 2017 diretto da Jang Hang-jun e interpretato da Kang Ha-neul, Kim Mu-yeol, Moon Sung-keun e Na Young-hee.

## Trama
Jin-seok è un ragazzo con problemi d'ansia che si trasferisce in una nuova casa con sua madre, suo padre e suo fratello maggiore, Yoo-seok. Quest'ultimo è una persona estremamente brillante, simpatica e ricca di talenti, tuttavia ha subito un incidente che l'ha reso zoppo dalla gamba sinistra. Una sera, Yoo-seok viene rapito per poi essere rilasciato dopo diciannove giorni, senza ricordare tuttavia nulla di quello che è successo. Jin-seok inizia a notare alcuni comportamenti molto strani e decide di seguire suo fratello durante una delle sue strane uscite notturne: scopre così che quell'uomo non è in realtà suo fratello, iniziando a intuire un complotto ancora più grande.

## Produzione
Il film è stato girato fra l'11 marzo e l'8 giugno 2017. L'opera trae ispirazione da un evento reale, ossia dalla sparizione del cugino di un conoscente riapparso dopo un mese senza alcun ricordo dell'accaduto, e dalla fiaba di Barbablù.